# Riserva naturale dell'Orrido di Foresto
La riserva naturale dell'Orrido di Foresto è un'area naturale protetta del Piemonte, situata nei comuni di Bussoleno e di Susa, sul versante esposto a Sud della Val di Susa, in provincia di Torino.
Come il vicino Orrido di Chianocco la riserva naturale fa parte del SIC Oasi xerotermiche della Val di Susa - Orrido di Chianocco e Foresto.

## Territorio

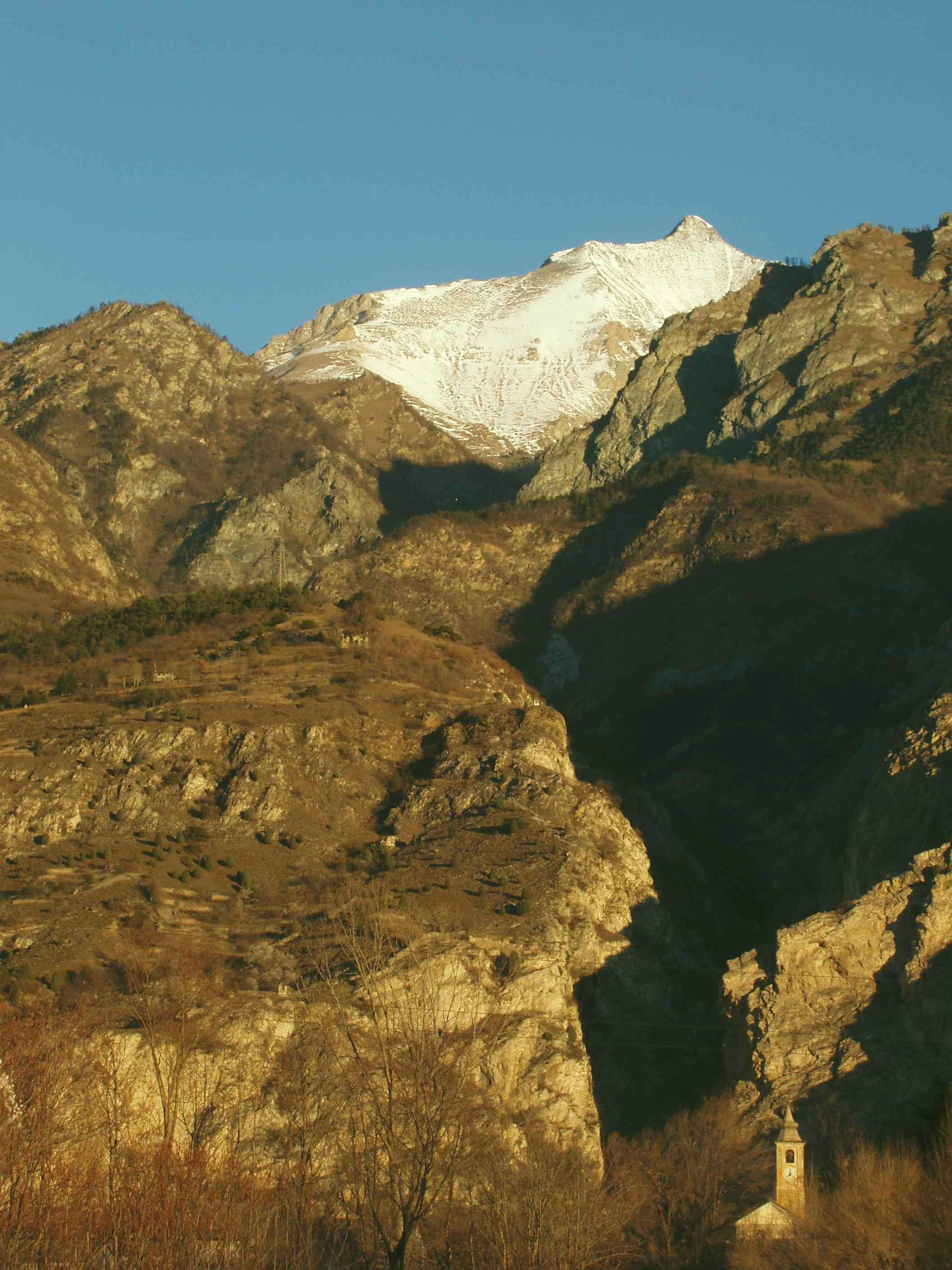
L'Orrido di Foresto; in primo piano la chiesa di Foresto, sullo sfondo il Rocciamelone innevato

La riserva naturale è stata istituita nel 1980, ed è amministrata dall'Ente di gestione delle aree protette delle Alpi Cozie.
Si estende su una superficie di circa 180 ha a quote comprese tra 450 m e 950 m. Nella zona prevalgono le rocce calcaree nelle quali il torrente Rocciamelone ha scavato, nel tratto del suo corso che precede lo sbocco sul fondovalle, una forra con pareti strapiombanti (l'Orrido). 
La forra è chiusa ad est degli ultimi rilievi della costiera che dal Monte Palon scende verso il fondovalle ed in particolare dalla mole rocciosa del Truc San Martino (872 m).
Oltre a questo la riserva comprende le rupi calcaree circostanti e i magri pascoli (praterie xeriche) che ammantano a bassa quota il fianco della vallata.

## Flora

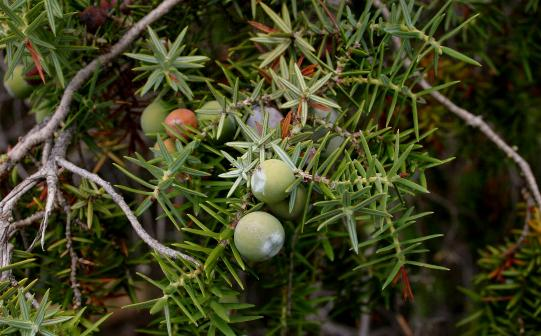
Juniperus oxycedrus: dettaglio delle pseudobacche (o coccole)

La riserva è nata per tutelare un popolamento, estremamente raro per il Piemonte, di Ginepro coccolone (Juniperus oxycedrus subsp. macrocarpa). 
La specie, oggi diffusa sulle coste del Mediterraneo, ha raggiunto la zona di Foresto tra i 5.000 e i 7.000 anni fa a seguito di oscillazioni climatiche che estesero l'ambiente mediterraneo a larghi tratti della catena alpina. Il raffreddamento del clima che ne seguì intrappolò il popolamento in questo microambiente dalle spiccate caratteristiche xerotermiche quali bassa piovosità, temperatura relativamente elevata e poche gelate.
Gli esemplari di ginepro coccolone tendono ad addensarsi nella conca calcarea a nord del piccolo centro abitato di Crotte e ammontano a varie decine. La flora delle riserva comprende anche molte specie di orchidee tra cui Limodorum abortivum e Cephalanthera rubra; da segnalare infine la presenza di varie specie di origine steppica o mediterranea quali Ephedra helvetica (Ephedraceae), Fumana ericoides (Cistaceae), Serratula crupina e Leuzea conifera (Asteraceae).

## Fauna
I mammiferi sono quelli generalmente presenti nella zona: volpi, tassi, cinghiali, caprioli e, a volte, camosci. Interessante la presenza di numerosi uccelli rapaci che frequentano le rupi comprese nella riserva tra i quali è da segnalare il biancone, piuttosto raro altrove.

## Storia
La zona fu frequentata dall'uomo fin dalla preistoria, come testimoniano i ritrovamenti avvenuti nei ripari sottoroccia a monte dell'orrido. Al periodo romano risale il frammento di un fregio marmoreo forse appartenente ad un tempio ed alcune epigrafi rinvenute nel corso degli scavi della chiesa antica di Foresto.
In epoche più recenti la zona fu nota per le sue cave di marmo, utilizzato per la costruzione di molti edifici a Torino, e per i suoi vini.
All'interno dell'orrido sono ancora visibili le costruzioni di un lazzaretto, usato fino al Settecento per isolare le persone affette da malattie contagiose quali il colera.

## Fruizione
Una buona rete di sentieri curata dall'Ente Parco permette di esplorare la zona e di raggiungerne molti degli angoli più interessanti. Un sentiero a mezzacosta, il Sentiero degli orridi, collega la riserva naturale con l'Orrido di Chianocco. L'itinerario che percorre l'Orrido di Foresto è invece di tipo alpinistico ed è stato attrezzato con una via ferrata.

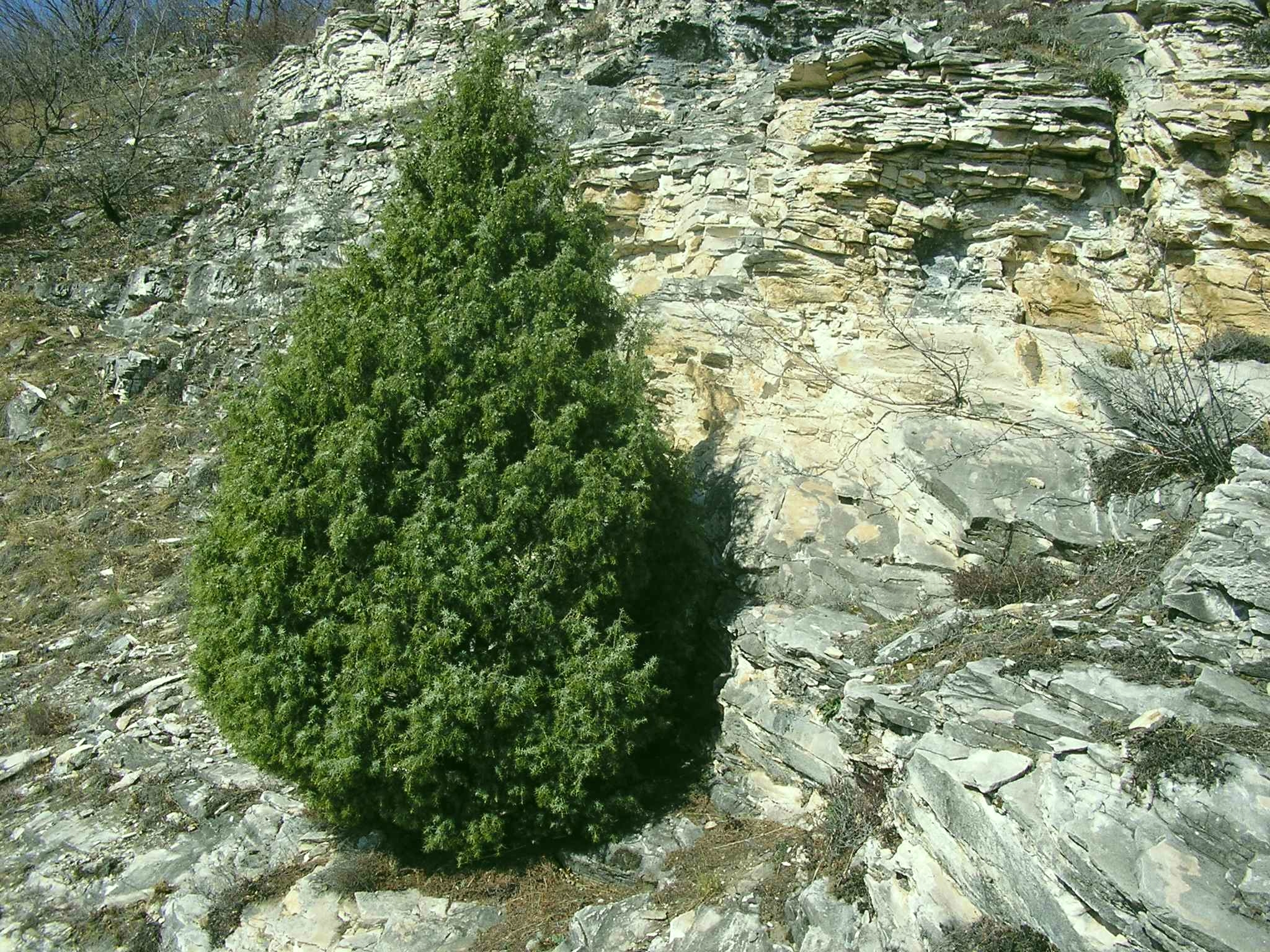
Un esemplare di ginepro coccolone